# ویکی‌پدیای استونیایی
ویکی‌پدیای استونیایی نسخه استونیایی وبگاه ویکی‌پدیا است و در ۲۴ ژوئیه ۲۰۰۲ ایجاد شده‌است و در ۴ ژوئن ۲۰۰۸ به ۵۰٬۰۰۰ مقاله رسید.
زبان استونیایی تا ۲۹ مه ۲۰۱۱ از نظر تعداد مقالات در رده چهلم ویکی‌پدیاها قرار گرفته‌است.